# Mojžíš v Egyptě
Mojžíš v Egyptě (italsky Mosè in Egitto [moze in edžitto]) je tříaktová opera, kterou napsal Gioacchino Rossini na italské libreto Andrea Leone Tottoly, která bylo založeno na divadelní hře Francesca Ringhieriho z roku 1760 L'Osiride. Premiéra se konala 5. března 1818 v nedávno zrekonstruovaném divadle Teatro San Carlo v italské Neapoli.
V roce 1827 Rossini, když už působil v Paříži, dílo revidoval pod novým názvem Mojžíš a faraon (francouzsky celým názvem Moïse et Pharaon, ou Le passage de la Mer Rouge). Opera byla sestavena na čtyřaktové libreto napsané ve francouzštině Luigim Balocchim a Victor-Josephem Étiennem de Jouy a premiéru měla v pařížské Opeře v Salle Le Peletier 26. března téhož roku.
Italský dirigent Riccardo Muti a mnoho vědců považuje Mojžíše a faraona spolu s Vilémem Tellem za jeden z největších Rossiniho úspěchů:
Dávám mu přednost, protože ho preferoval sám Rossini. Nechápejte mě špatně. Mojžíš v Egyptě je nádherná opera, ale pořád je do značné míry pouhou skicou k Mojžíši a faraonovi. A to neříkám jen já, ale i sám velký Rossini.

## Postavy
| Role neapolská verze / pařížská verze         | Hlas         | Premiérové obsazení v Neapoli 5. března 1818 (dirigent: Nicola Festa) | Pařížská premiéra (revidovaná verze) 26. března 1827 (dirigent: Henri Valentino) |
| --------------------------------------------- | ------------ | --------------------------------------------------------------------- | -------------------------------------------------------------------------------- |
| Mojžíš                                        | bas          | Michele Benedetti                                                     | Nicholas-Prosper Levasseur                                                       |
| faraon                                        | bas          | Raniero Remorini                                                      | Henri-Bernard Dabadie                                                            |
| Amaltea / Sinaide, jeho manželka              | soprán       | Frederike Funck                                                       | Louise-Zulme Dabadie                                                             |
| Osiride / Aménophis, jejich syn               | tenor        | Andrea Nozzari                                                        | Adolphe Nourrit                                                                  |
| Elcia / Anaï, hebrejská dívka                 | soprán       | Isabella Colbranová                                                   | Laure Cinti-Damoreau                                                             |
| Aronne / Elézer ( Árón )                      | tenor        | Giuseppe Ciccimarra                                                   | Alexis Dupont                                                                    |
| Amenofi / Marie ( Mirijam ), Mojžíšova sestra | mezzo-soprán | Maria Manzi                                                           | Mori                                                                             |
| Mambre / Aufide, kněz                         | tenor        | Gaetano Chizzola                                                      | Ferdinand Prévôt                                                                 |
| (bez role)/ Osiride, velekněz                 | bas          |                                                                       | Bonel                                                                            |
| (bez role) / tajemný hlas                     | bas          |                                                                       | Bonel                                                                            |

## Instrumentace
Partitura vyžaduje: 2 flétny / 2 pikoly, 2 hoboje, 2 klarinety, 2 fagoty, 4 lesní rohy, 2 trumpety, 3 trombóny, serpent, tympány, buben, činely, triangl, Banda Turca, harfu, smyčcové nástroje.
Na pódiu: kapela (pikola, es klarinet, 4 klarinety, 2 lesní rohy, 4 trubky, 2 trombony, serpent, basový buben )